# Ratu Boko
Kraton Ratu Boko ou "Palácio do Rei Boko" é o nome popular de um sítio arqueológico localizado num planalto a cerca de 3 km a sul do Templo de Prambanan, no centro de Java, na Indonésia. A população local deu esse nome por causa de Boko, um rei lendário, pai da princesa Lara Jonggrang. Os habitantes na região deram esse nome à estátua de Durga no santuário principal de Prambanan.
O sítio, que é um complexo fortificado, cobre 16 hectares e duas aldeias, Dawung e Sambireja, na aldeia de Bokoharjo, no território especial de Yogyakarta. No ponto mais alto do local, a uma altitude de 196 m, há um pequeno pavilhão do qual se tem uma vista panorâmica de Prambanan e dos templos circundantes, com o vulcão Merapi ao fundo.
Ao contrário da maioria dos sítios arqueológicos da região, que são remanescentes de edifícios religiosos, Ratu Boko parece ter sido um local de residência, embora a sua função exata ainda seja desconhecida.

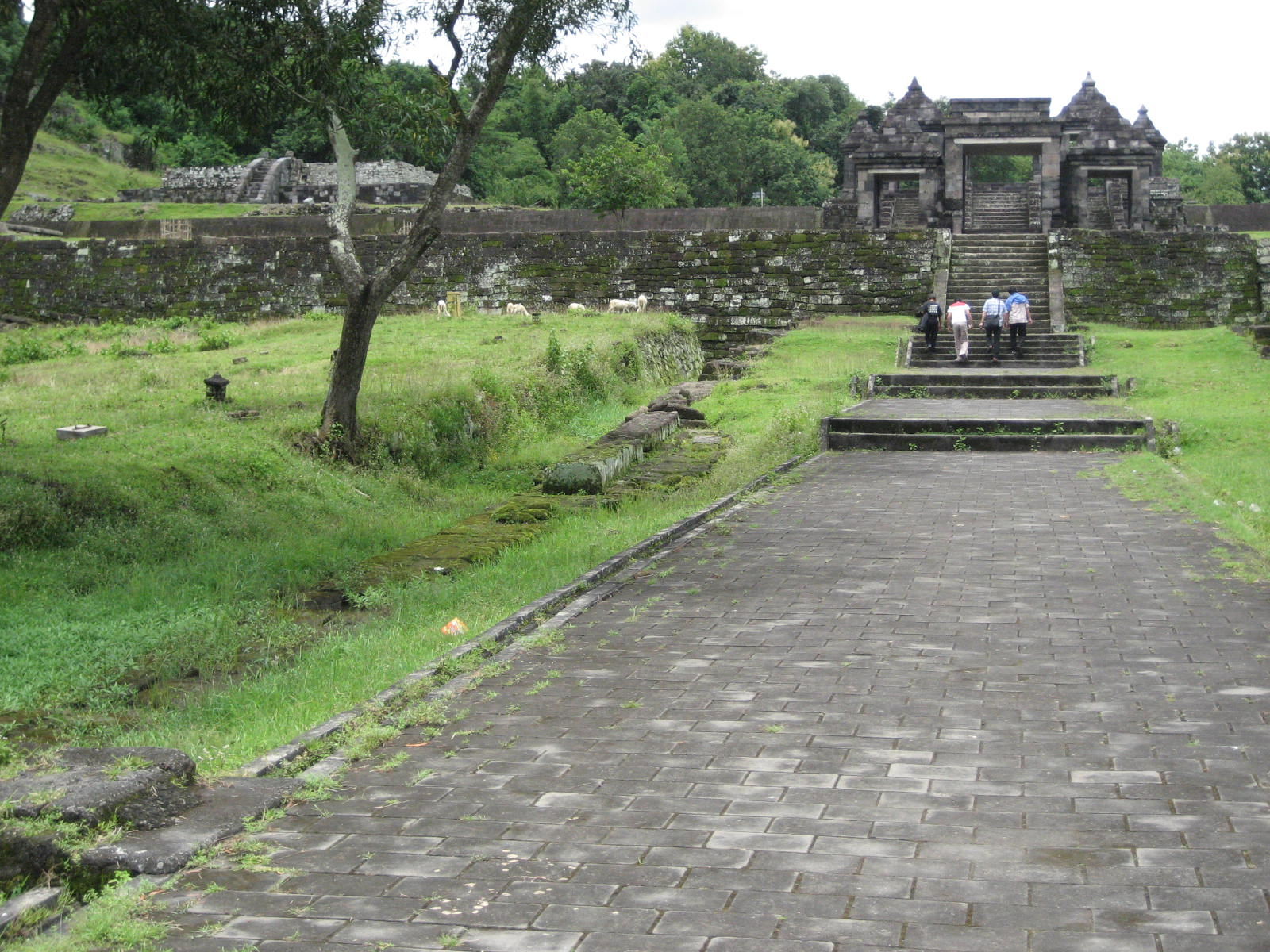
Ratu Boko